# Josua Tillgren
Josua Tillgren, född 11 september 1881 i Stockholm, död 27 augusti 1969, var en svensk läkare.  Han var bror till Lennart Tillgren.
Tillgren blev medicine licentiat i Stockholm 1908, medicine doktor 1915, var docent i medicin vid Karolinska institutet 1915–46 och tilldelades professors namn 1932. Han blev amanuens och underläkare vid Gävle lasarett 1907, vid Serafimerlasarettets medicinska klinik 1908, underläkare vid Stockholms epidemisjukhus 1912, t.f. föreståndare vid Stockholms hälsovårdsnämnds bakteriologiska laboratorium 1913, klinisk laborator vid Serafimerlasarettet 1914, överläkare vid Provisoriska sjukhuset 1919, vid Maria sjukhus 1924 och vid Södersjukhuset 1943–46.
Tillgren var marinläkare i Marinläkarkårens reserv 1914–36. Han var redaktör för Svenska föreningens för invärtes medicin förhandlingar 1917, sekreterare där 1920–41, blev hedersledamot 1947, medlem av Svenska läkaresällskapets nämnd 1923–55, hedersledamot av Svenska läkaresällskapet 1955, ordförande i Sveriges läkares nykterhetsförening 1951 och specialsakkunnig i Sveriges läkarförbund 1927–48. Han författade skrifter i invärtes medicin, bakteriologi och populärmedicin.